# Портрет Василия Даниловича Лаптева
«Портрет Василия Даниловича Лаптева» — картина Джорджа Доу и его мастерской, из Военной галереи Зимнего дворца.
Картина представляет собой погрудный портрет генерал-майора Василия Даниловича Лаптева из состава Военной галереи Зимнего дворца. 
К началу Отечественной войны 1812 года генерал-майор Лаптев находился в отставке и вступил в Московское ополчение, где командовал 8-м пешим казачьим полком. По прибытии к Главной армии возглавил 2-ю бригаду 11-й пехотной дивизии, отличился в Бородинском сражении, где был ранен. Далее он командовал 23-й пехотной дивизией. Во время Заграничных походов 1813 и 1814 годов командовал 21-й и 24-й пехотными дивизиями, за отличие в Битве народов под Лейпцигом был произведён в генерал-лейтенанты. В 1814 году участвовал в боях во Франции, в сражении при Краоне был тяжело ранен.
Изображён в генеральском мундире, введённом для пехотных генералов 7 мая 1817 года, на плечо наброшена шинель. Слева на груди звезда ордена Св. Анны 1-й степени; на шее крест ордена Св. Георгия 3-го класса; по борту мундира крест ордена Св. Владимира 2-й степени; справа на груди серебряная медаль «В память Отечественной войны 1812 года» на Андреевской ленте, бронзовая дворянская медаль «В память Отечественной войны 1812 года» на Владимирской ленте и звезда ордена Св. Владимира 2-й степени. С тыльной стороны картины надписи: Le Lieut. Gen. Lapteff и Geo Dawe RA pinxt . Подпись на раме с ошибкой в чине (должен быть указан генерал-лейтенант): В. Д. Лаптев, Генералъ Маiоръ. 
7 августа 1820 года Комитетом Главного штаба по аттестации Лаптев был включён в список «генералов, заслуживающих быть написанными в галерею» и 6 мая 1821 года император Александр I приказал написать его портрет. 12 ноября 1821 года Лаптеву из Инспекторского департамента Военного министерства было направлено письмо: «портрет его Высочайше повелено написать живописцу Дове, посему если изволит прибыть в Санкт-Петербург, то не оставить иметь с Доу свидание». Сам Лаптев к этому времени вновь вышел в отставку и проживал в своём имении в Московской губернии, о времени его приезда в столицу или о присылке им портрета-прототипа для копирования ничего не известно. Гонорар Доу был выплачен 13 марта 1823 года. Готовый портрет поступил в Эрмитаж 7 сентября 1825 года. 
В. К. Макаров назвал этот портрет одной из лучших работ Доу.